# Rose Troche

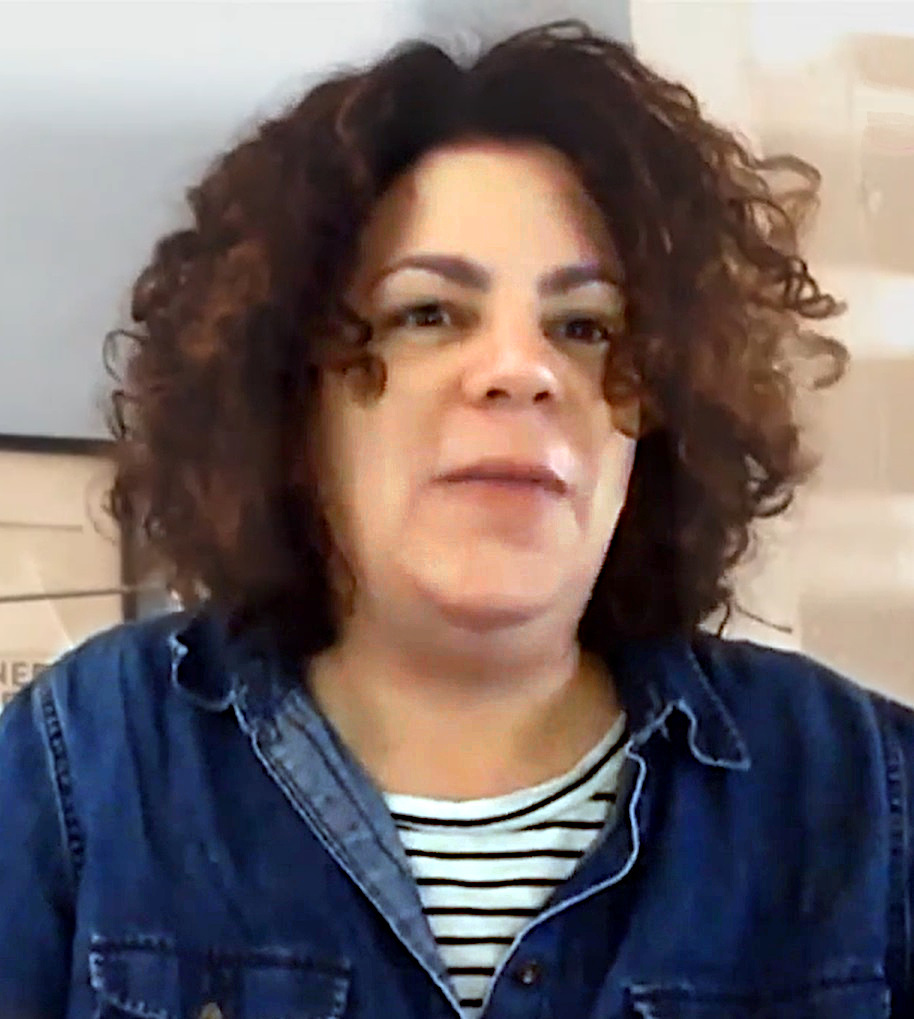
Rose Troche im Jahr 2016

Rose Troche (* 1964 in Chicago) ist eine Regisseurin, Fernsehproduzentin und Drehbuchautorin.

## Leben
Die Tochter puerto-ricanischer Eltern wuchs in Chicago auf und besuchte für kurze Zeit die Filmakademie. Ihre Karriere begann mit Kurzfilmen und Videos. Ihr Debüt als Regisseurin gab sie 1994 mit dem Film Go Fish, einer lesbischen Liebesgeschichte. Der Film wurde 1994 beim Sundance Film Festival uraufgeführt. Den Film produzierte sie gemeinsam mit ihrer Co-Autorin Guinevere Turner, die damals auch ihre Lebensgefährtin war. 1996 wurden die beiden dafür mit dem Lambda Literary Award in der Kategorie Drama ausgezeichnet. Ihr nächster Spielfilm Kreuz und Queer (Originaltitel: Bedrooms & Hallways) entstand 1998 und setzte sich mit der männlichen Sexualität auseinander. Bei dem Film The Safety of Objects (2001), für den die Kurzgeschichten von A. M. Homes adaptiert wurden und der sich mit heterosexueller Liebe in Vororten beschäftigte, führte sie ebenfalls Regie.
Ihre Arbeit im Bereich des Fernsehens ist ähnlich umfangreich wie ihre Arbeit im klassischen Filmgenre. Sie führte bei einer Episode von der von HBO produzierten Serie Six Feet Under Regie und war bei der von Showtime produzierten Serie The L Word – Wenn Frauen Frauen lieben, die von lesbischen Freundinnen in Los Angeles erzählt, als Regisseurin und Autorin tätig. Sie war dort zunächst als Produktionsmitarbeiterin angestellt, wurde jedoch dann zur Co-Produzentin der Serie befördert. Ihre Lebensgefährtin ist Cherien Dabis, die dem Autorenteam der Serie in der 3. Staffel beitrat.
Ihre Erfahrung als Autorin und Regisseurin hat Roche auch durch das Schreiben einer Episode für die Fernsehserie South of Nowhere, die Regieführung bei einer Episode von Touching Evil und die Regieführung bei zwei Folgen für Vida erweitert.
Als Produzentin war Troche 2013 an Concussion – Leichte Erschütterung beteiligt.